# Darío Silva
Dario Debray Silva Pereira (ur. 2 listopada 1972 w Treinta y Tres Urugwaj) – urugwajski piłkarz występujący na pozycji napastnika.

## Kariera
W latach 1994–2005 w reprezentacji Urugwaju rozegrał 49 spotkań i zdobył 14 bramek. Z gry w reprezentacji wycofał się po nieudanych kwalifikacjach do Mistrzostw Świata w 2006.
Silva rozpoczął karierę w 1992 kiedy dołączył do klubu Defensor Sporting. Następnie grał w CA Peñarol i Cagliari Calcio, gdzie został nazwany "sa pibinca", z powodu szaleńczego stylu ataku. Grał dla RCD Espanyol, Málaga CF i Sevilla FC. Dołączył do Portsmouth F.C. na zasadzie wolnego transferu z Sevilli w 2005, podpisując dwuletnią umowę. Jednakże, dawny uraz kostki nie pozwalał mu grać na poziomie międzynarodowym i po zdobyciu 3 goli w 15 spotkaniach, został zwolniony 14 lutego 2006
23 września 2006 Silvie przydarzył się groźny wypadek samochodowy, w wyniku którego amputowano mu stopę. W związku z tym zmuszony był zakończyć karierę.